# Crònica de Nabònides

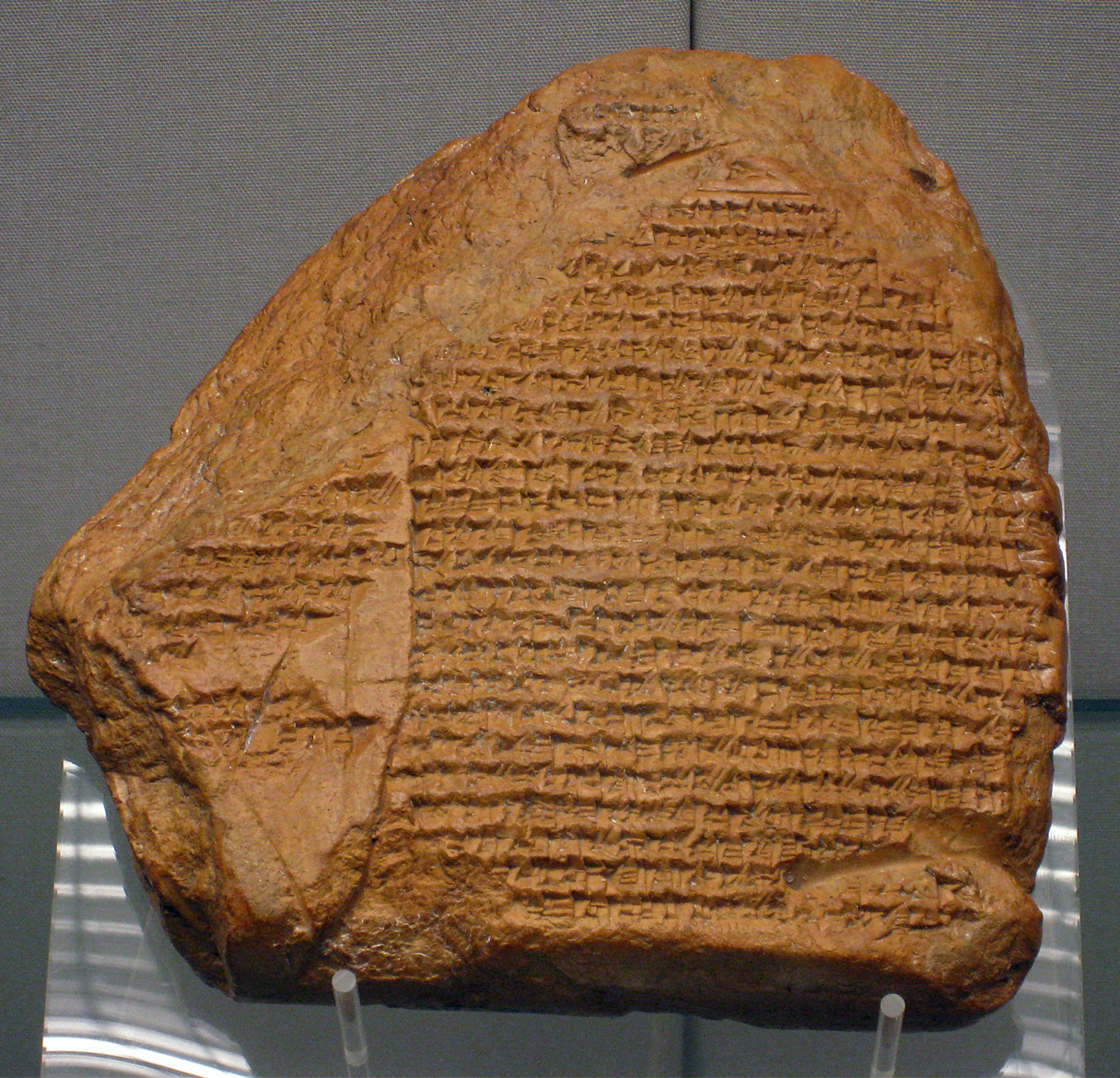
La Crònica de Nabònides

La Crònica de Nabònides registra els esdeveniments del regnat de l'últim rei de Babilònia (rei Nabònides) abans del rei Cir II el Gran, de l'Imperi Persa. El regne de Nabònides fou conquerit en l'Octubre 539 aC. Les cròniques trobades estan malmeses, amb molts espais en blanc o llacunes en tot el registre.

## Text
El registre descriu com Cir, comença el seu aixecament victoriós en diverses campanyes militars a Síria i en el sud-est de la moderna Turquia. També descriu com conquesta l'últim rei de Media, Astíages de Mèdia (pels voltants de 550 aC) i el país probablement Regne de Lídia l'any (547 aC).
"[any Dècim setè:]. . . en el mes de tasritu, quan Cir atacà l'exèrcit de Acade, a Ópis al costat del Tigris, els habitants de Acade es revoltaren, més ell (Nabònides) massacrà als habitants confusos. El dia 14 Sippar fou capturada sense batalla. Nabònides fugí. El dia 16, Gobrias (Ugbaru), governador de Gutium, i l'exèrcit de Cir entraren dins de Babilônia sense combat. Després, Nabònides fou pres a Babilonia. . .. En el mes de arasamnu, el dia 3r, Cir entra dins Babilônia, ramells vers foren llençats davant d'ell — imposa a la ciutat la ‘Pau' (sulmu)." —